# يونغ نوبل
يونغ نوبل (بالإنجليزية: Young Noble) هو رابر ومغني أمريكي، ولد في 21 مارس 1978 في رانتشو كوكامونغا في الولايات المتحدة.

## وصلات خارجية
- يونغ نوبل على موقع ميوزك برينز (الإنجليزية)
- يونغ نوبل على موقع أول ميوزيك (الإنجليزية)
- يونغ نوبل على موقع ديسكوغز (الإنجليزية)
- يونغ نوبل على موقع ديسكوغز (الإنجليزية)